# Yukiya Amano
Yukiya Amano (jap. 天野 之弥 Amano Yukiya; ur. 9 maja 1947 w Yugawara, w prefekturze Kanagawa, zm. 18 lipca 2019) – japoński dyplomata, specjalizujący się w problematyce rozbrojenia i nierozprzestrzeniania broni nuklearnej. W latach 2009–2019 dyrektor generalny Międzynarodowej Agencji Energii Atomowej (MAEA).

## Życiorys
W 1968 rozpoczął studia na Uniwersytecie Tokijskim. Po uzyskaniu dyplomu z prawa został zatrudniony w japońskim Ministerstwie Spraw Zagranicznych w 1972, gdzie specjalizował się w kwestiach dot. rozbrojenia międzynarodowego i nieproliferacji. W latach 1973–1974 studiował we Francji na Uniwersytecie Franche-Comté, a w latach 1974–1975 na Uniwersytecie Nice Sophia-Antipolis.
W japońskim MSZ był m.in. dyrektorem Departamentu Rozbrojenia, Nieproliferacji i Nauki. Pracował w przedstawicielstwach dyplomatycznych Japonii w: Wientianie, Waszyngtonie i Brukseli, a także w delegacji japońskiej na konferencję nt. rozbrojenia w Genewie. Był też konsulem generalnym Japonii w Marsylii.